# 260 Huberta
A 260 Huberta egy kisbolygó a Naprendszerben. Johann Palisa fedezte fel 1886. október 3-án.